# Finis Gloria Dei
Finis Gloria Dei est un groupe de black metal français, originaire de Toulon, en Provence-Alpes-Côte d'Azur. Musicalement, le groupe se rapproche de Beherit et des premières chansons de Samael.

## Biographie
Finis Gloria Dei est formé en 2003 par Xaphan (Seigneur Voland - Funeral). Le groupe est formé par les membres des groupes Blessed in Sin, Seigneur Voland, Kristallnacht, et Desolation Triumphalis. La même année, en novembre, le groupe enregistre et publie une démo intitulée In Tenebris. Elle fait participer Xaphan au chant, Black Christ à la six cordes et Lenrauth aux fûts. 
En 2006, le groupe publie son premier album studio intitulé Goat : Father of the New Flesh,,. En 2008, le groupe participe au concert Black Metal Is Rising IV aux côtés de groupes tels que Balrog et Aosoth à Paris.

## Membres

### Membres actuels
- Black Christ – guitare (depuis 2003)[1]
- Xaphan – chant (depuis 2003)[1]

### Anciens membres
- Lenrauth – batterie (2003-2006), guitare rythmique (2006-?)[1]
- Hayras – basse (2006-?)[1]
- Totengraber – batterie (2006-?)[1]

## Discographie
- 2003 : In Tenebris (démo)
- 2004 : Consecration of the Horned God (démo)
- 2007 : Goat : Father of the New Flesh (album)